# 1939 en littérature
| Années de la littérature : 1936 - 1937 - 1938 - 1939 - 1940 - 1941 - 1942    |
| Décennies de la littérature : 1900 - 1910 - 1920 - 1930 - 1940 - 1950 - 1960 |

## Événements
- 10 mars : Ouverture au public du théâtre du palais de Chaillot.
- Louis-Ferdinand Céline et les éditions Denoël sont condamnés pour diffamation après la publication de L'École des cadavres.
- Charles Maurras (8 juin) et André Maurois (22 juin) entrent à l’Académie française.

## Presse
- 13 mai : L’Os à moelle, journal de Pierre Dac.

## Parutions

### Essais
- Jean Giraudoux : Pleins pouvoirs
- Clement Greenberg : Avant-garde et Kitsch
- Joseph Schumpeter : Les cycles des affaires (Business Cycles: a Theoretical, Historical and Statistical Analysis of the Capitalist Process).
- Norbert Elias : Sur le processus de civilisation.

### Nouvelles
- Jean-Paul Sartre : Le Mur (février). Un recueil de nouvelles.
- Vladimir Nabokov : Mademoiselle O

### Poésie
- Paul Éluard : Chanson complète
- Jean Venturini : Outlines

### Romans

#### Auteurs francophones
- Daniel-Rops, L’Épée de feu
- Jean Giraudoux : Ondine.
- Pierre Drieu la Rochelle : Gilles (décembre).
- Jean Fréville, Port famine
- Michel Leiris : L’Age d’homme (mars).
- Antoine de Saint-Exupéry : Terre des hommes.
- Victor Serge : S'il est minuit dans le siècle.
- Marguerite Yourcenar : Le Coup de grâce (juin).
- Stanislas-André Steeman : L'assassin habite au 21.

#### Auteurs traduits
- Wacław Berent (polonais) : Zmierzch wodzów (Le crépuscule des commandants).
- Raymond Chandler (américain) : Le Grand Sommeil.
- Agatha Christie (anglaise) : Dix petits nègres.
- James Joyce (irlandais) : Finnegans Wake.
- Ernst Jünger (allemand) : Auf den Marmor Klippen (Sur les falaises de marbre).
- Herman Melville (américain) : Moby Dick.
- Henry Miller (américain) : Tropique du Capricorne.
- Vladimir Nabokov (russe/américain) : La Méprise (mars).
- George Orwell (anglais) : Homage to Catalogna.
- John Steinbeck (américain) : Les Raisins de la colère.
- Ernst Wiechert (allemand) : Das einfache Leben.
- Patricia Wentworth, Le Chemin de la falaise.
- Patricia Wentworth, Meurtre à Craddock House.

### Théâtre
- 19 avril : Création à Paris de La Faim, pièce de Knut Hamsun de 1890.
- 4 mai : Jean Giraudoux, Ondine, mise en scène par Louis Jouvet.

## Récompenses et prix littéraires
- Grand Prix du petit du roman de l'Académie française : Terre des hommes d'Antoine de Saint-Exupéry
- Prix Femina : La Rose de la mer de Paul Vialar
- Prix Renaudot : Les Javanais de  Jean Malaquais
- Prix Goncourt : Les Enfants gâtés de Philippe Hériat
- Prix Interallié : Les Figurants de la mort de Roger de Lafforest
- Voir la liste des Prix du Gouverneur général 1939.

## Principales naissances
- 12 janvier : Jacques Hamelink, écrivain néerlandais († 17 novembre 2017).
- 16 avril : Diane Middlebrook, écrivain et poétesse américaine († 15 décembre 2007).
- 18 juin : Jean-Claude Germain, écrivain et historien québécois († 24 avril 2025).
- 16 septembre : Breyten Breytenbach, peintre et écrivain sud-africain et français († 24 novembre 2024).

- ? :
  - Antonio Martínez Sarrión, poète et traducteur espagnol.
  - Nicholas Kazanas, indianiste grec.

## Principaux décès
- 28 janvier : William Butler Yeats, poète et auteur dramatique irlandais, à Roquebrune-Cap-Martin.
- 2 février : Antonio Machado, poète, à Collioure.
- 2 mars : Oscar Milosz, poète d’origine lituanienne.
- 13 mars : Lucien Lévy-Bruhl, philosophe et anthropologue.